# Waren Tay
Waren Tay (ofta felstavat som Warren), född 1843, död 15 maj 1927, var en engelsk oftalmolog och kirurg.
Tay studerade medicin i London, där han kvalificerade sig som läkare 1866 och kirurg 1869, samma år blev han upptagen i Royal College of Surgeons och började verka som assisterande kirurg vid Londons ögonsjukhus. Här träffade han Edward Nettleship när de båda arbetade som assistenter åt kirurgen Jonathan Hutchinson. Hutchinson kom att ha ett stort inflytande på Tay.
1877, när sir William Bowman lämnade sin tjänst vid Moorfields, blev Tay hans efterträdare. 1881 beskrev han för första gången sjukdomen som kom att kallas Tay-Sachs sjukdom, 13 år senare publicerade han en utförlig beskrivning av sjukdomens kliniska symptom.